# Hamelin-Pyrmont
Hamelin-Pyrmont é um distrito (kreis ou landkreis) da Alemanha localizado no estado de Baixa Saxônia.

## Cidades e municípios
| Cidades:                                                                          | Municípios:                                              |
| --------------------------------------------------------------------------------- | -------------------------------------------------------- |
| 1. Bad Münder am Deister 2. Bad Pyrmont 3. Hamelin (Hameln) 4. Hessisch Oldendorf | 1. Aerzen 2. Coppenbrügge 3. Emmerthal 4. Salzhemmendorf |